# Camille Montes
Camille Montes Rivera è un personaggio del film Quantum of Solace (2008), ventiduesimo della serie di James Bond ispirata all'opera dello scrittore Ian Fleming. È la principale Bond girl del film ed è interpretata dall'attrice francese Olga Kurylenko.

## Caratteristiche
Camille Montes è un'agente dei servizi segreti boliviani alla ricerca di vendetta contro il Generale Medrano, un militare esiliato che progetta di reimpossesarsi del potere tramite un colpo di Stato. Medrano, come si verrà ad apprendere in seguito al racconto della stessa Camille, aveva ucciso a colpi di pistola il padre della ragazza, stuprato e strangolato la sorella e la madre, e infine aveva dato fuoco alla loro abitazione lasciando in vita la giovane Bond girl, troppo piccola per poter essere considerata. I segni di questi avvenimenti sono impressi in ustioni che Camille porta sulla schiena. È l'amante di Dominic Greene, capo della Greene Planet, un'azienda dagli intenti falsamente ecologisti, dal quale conta di entrare in contatto con il Generale Medrano.
Barbara Broccoli ha dichiarato che intende recuperare il personaggio di Camille Montes in Skyfall o in un film futuro. Se questo accadesse, Camille sarebbe la seconda Bond girl a riapparire nella serie. Questa circostanza si era già verificata con Sylvia Trench, personaggio minore che appare sia in Agente 007 - Licenza di uccidere sia in A 007, dalla Russia con amore.

## Film
Camille appare per la prima volta ad Haiti, dove ha il primo incontro con Bond. Scambiandolo per Mr. Slate, un geologo al servizio di Dominic Greene che si era offerto di venderle informazioni riservate, Camille fa salire Bond in macchina. Capito l'inganno con il quale Greene aveva tentato di ucciderla, sparerà un colpo di pistola a Bond-Slate ma senza successo. Tornata al porto di Greene per avere chiarimenti sulla faccenda, viene nuovamente tradita e affidata al Generale Medrano con la promessa di "gettarla in mare". A quel punto Bond che aveva osservato da lontano tutti gli avvenimenti, interviene e salva Camille. 
I due qui si lasciano per breve tempo, durante il quale Bond si recherà in Austria a ricevere informazioni sugli affari segreti di Greene. Camille riappare ad una festa organizzata da Greene, decisa a rovinargli i piani. Ancora una volta però viene messa alle strette, e proprio nel momento in cui Greene cerca di farla precipitare da un balcone, arriva Bond e la salva. Usando l'Agente Fields dei servizi segreti britannici come distrazione per ostacolare l'inseguimento degli scagnozzi di Greene, Bond scappa con Camille.
Camille acquisisce fiducia in 007. Decide di seguirlo e di aiutarlo a scoprire i motivi della morte di Vesper Lynd avvenuta nel film precedente. Rintracciano Greene e Medrano in un hotel nel deserto. Qui mentre Bond affronta Greene e i suoi uomini, Camille si trova faccia a faccia con Medrano il quale cerca di stuprarla e ucciderla, senza riuscirci. Sarà Camille ad avere la meglio, Medrano infatti morirà con un colpo di pistola in testa. Nel frattempo l'hotel aveva preso fuoco e stava crollando su se stesso; Camille, imprigionata tra le fiamme, teme di fare la stessa fine della madre e della sorella; improvvisamente però arriva Bond il quale riesce a portarla in salvo. Dopo aver lasciato Greene a morire nel deserto, Bond e Camille si salutano scambiandosi un rapido bacio.